# Thiếu Nạp ngôn (Nhật Bản)
Thiếu Nạp ngôn (少納言 Shōnagon) là một chức quan trong hệ thống Thái chính quan thời quân chủ Nhật Bản. Thiếu Nạp ngôn trở thành Trung Nạp ngôn và những quan chức có định nghĩa chức vụ hẹp hơn, ví dụ như Giám đốc cung điện hay trưởng ban tài chính giám sát các Đại thần của Triều đình.
Chức vụ Thiếu Nạp ngôn được thành lập - cùng cơ quan Thái chính quan - vào năm 702 bởi Thái bảo Luật lệnh.